# Station Hannover-Vinnhorst
Station Hannover-Vinnhorst (Bahnhof Hannover-Vinnhorst) is een spoorwegstation in de Duitse stad Hannover, stadsdeel Vinnhorst, in de deelstaat Nedersaksen. Het station ligt aan de spoorlijn Hannover - Celle en de spoorlijn Hannover - Bremervörde.

## Indeling
Het station heeft één eilandperron met twee perronsporen, welke deels is overkapt. Het perron is te bereiken met een trap en een lift vanaf de straat Beneckeallee. Rondom het station is er een bushalte, taxistandplaats en een aantal fietsenstallingen.

## Verbindingen
Het station is onderdeel van de S-Bahn van Hannover, die wordt geëxploiteerd door DB Regio Nord. De volgende treinseries doen het station Hannover-Vinnhorst aan:
| Serie | Treinsoort             | Route | Bijzonderheden                                |
| ----- | ---------------------- | --- | --------------------------------------------- |
| S4    | S-Bahn (DB Regio Nord) | Bennemühlen – Hannover-Vinnhorst – Hannover Hbf – Hannover Bismarckstraße – Hannover Messe/Laatzen – Hildesheim Hbf      | Bennemühlen - Hannover Hbf 2x per uur (ma-za) |
| S5    | S-Bahn (DB Regio Nord) | Hannover Flughafen – Hannover-Vinnhorst – Hannover Hbf – Hannover Bismarckstraße – Hamelen – Bad Pyrmont – Paderborn Hbf | Flughafen - Hamelen 2x per uur                |